# Molineux Stadium
Molineux Stadium este un stadion de fotbal din Wolverhampton, West Midlands, Anglia este terenul pe care îți joacă meciurile de pe teren propriu echipa Wolverhampton Wanderers din 1889. Primul stadion construit pentru a fi folosit de un club de fotbal, a fost unul dintre primele terenuri britanice pe care s-au instalat reflectoare și a găzduit unele dintre primele jocuri din cupele europene din anii 1950.
La momentul renovării sale de la începutul anilor 1990, Molineux era unul dintre cele mai mari și mai moderne stadioane din Anglia, deși a fost eclipsat de atunci de alte construcții.
Molineux este un stadion având o capacitate de 32.050 de locuri, dar a atras în mod constant asistențe mult mai mari atunci când nu existau locuri, prezența record fiind de 61.315 de spectatori. Au fost anunțate planuri în 2010 pentru un program de reamenajare de 40 de milioane de lire sterline pentru a reconstrui și lega trei laturi ale stadionului pentru a crește capacitatea la 38.000 de locuri. Prima etapă a acestui proiect, tribuna Stan Cullis, a fost finalizată în 2012. Următoarele două etape au fost amânate deoarece clubul a acordat prioritate fondurilor pentru dezvoltarea academiei de tineret. Există planuri provizorii pentru o reamenajare pe termen mai lung a fiecărei tribune care ar putea crea o capacitate de 50.000 de locuri.